# Stazione di Fukushima (Osaka)
La stazione di Fukushima (福島駅?, Fukushima-eki) è una delle stazioni della Linea Circolare di Ōsaka nell'omonima città giapponese, da non confondere con la Stazione di Fukushima, nell'omonima città della Prefettura di Fukushima.

## Linee

### Treni
- JR West
  - Linea Circolare di Ōsaka

### Altre linee
- Ferrovie Hanshin
  - Linea principale Hanshin